# Randvinkel

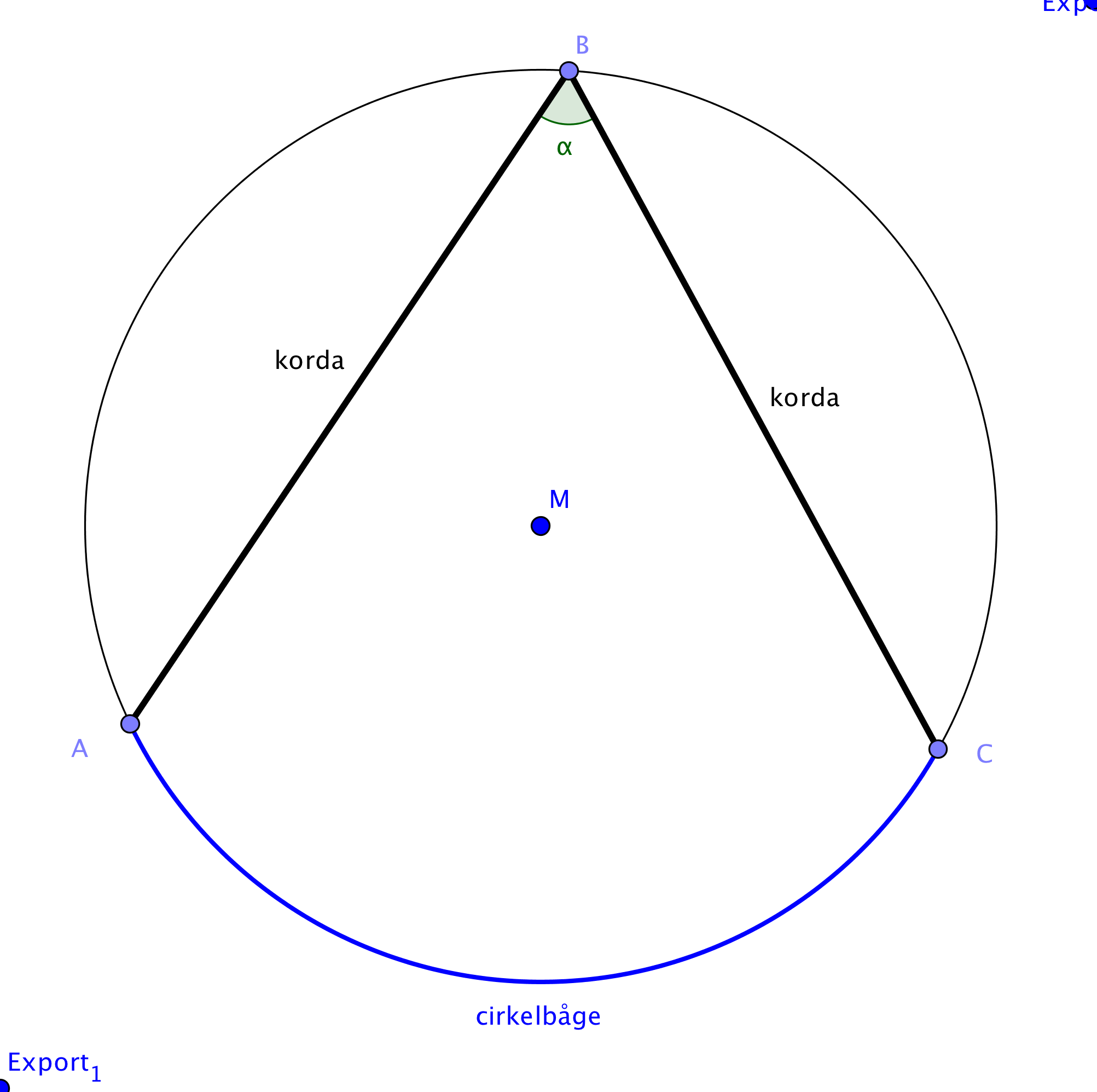
Randvinkeln α, dess vinkelben, kordor, stående på den blåmarkerade cirkelbågen

En randvinkel i en cirkel är vinkeln mellan två kordor som träffar varandra i en punkt som ligger på cirkeln. (Namnet kommer från att cirkeln utgör motsvarande cirkelskivas rand.) Vinkelbenen står på en viss cirkelbåge, som består av den delen av cirkeln som löper mellan de två kordornas andra punkter på cirkeln, och inte innehåller kordornas gemensamma ändpunkt. Randvinklar nämns främst i randvinkelsatsen, som säger att alla randvinklar på samma cirkelbåge är lika stora. Radianvinkelmåttet för en randvinkel är proportionen mellan cirkelbågens längd och cirkelns diameter.
Alla randvinklar över samma korda (sträcka A−C i bilden) har samma värde. Utgörs kordan av cirkelns diameter så är randvinkeln en rät vinkel.